# Spica (grupo musical)
Spica (hangul: 스피카; eventualmente estilizado como SPICA) foi um grupo feminino sul-coreano formado pela B2M Entertainment em 2012. Consistia em cinco integrantes: Sihyun, Boah, Narae, Jiwon e Bohyung. Estrearam oficialmente em fevereiro de 2012 com o lançamento do extended play Russian Roulette. As atividades do grupo se encerraram em fevereiro de 2017.

## História

### 2012:Doggedly,Russian RouletteeLovely
Em meados dr 2012, a B2M Entertainment anunciou seus planos para a formação de um novo grupo feminino chamado Spica. Seu nome faz referencia à Spica, estrela mais brilhante da constelação Virgem. Em 10 de janeiro de 2012, o grupo lançou oficialmente seu primeiro single digital, intitulado Doggledy (hangul: 독하게; também traduzido como Potently). Seu videoclipe de estreia despertou grande interesse do público, pois possui a aparição da cantora Lee Hyori. Em 31 de janeiro, a B2M Entertainment revelou que o grupo iria realizar sua estreia formal com seu primeiro extended play, Russian Roulette. Seu videoclipe foi lançado em 7 de fevereiro. Suas promoções se iniciaram dois dias depois, no programa M Countdown. Promoções para o single se iniciaram dois dias depois no programa M! Countdown. As letras do single foram posteriormente alteradas para atender aos padrões de transmissão do canal MBC. O grupo retornou em 29 de março com um extended play repaginado, intitulado Painkiller, promovendo uma faixa de mesmo nome.

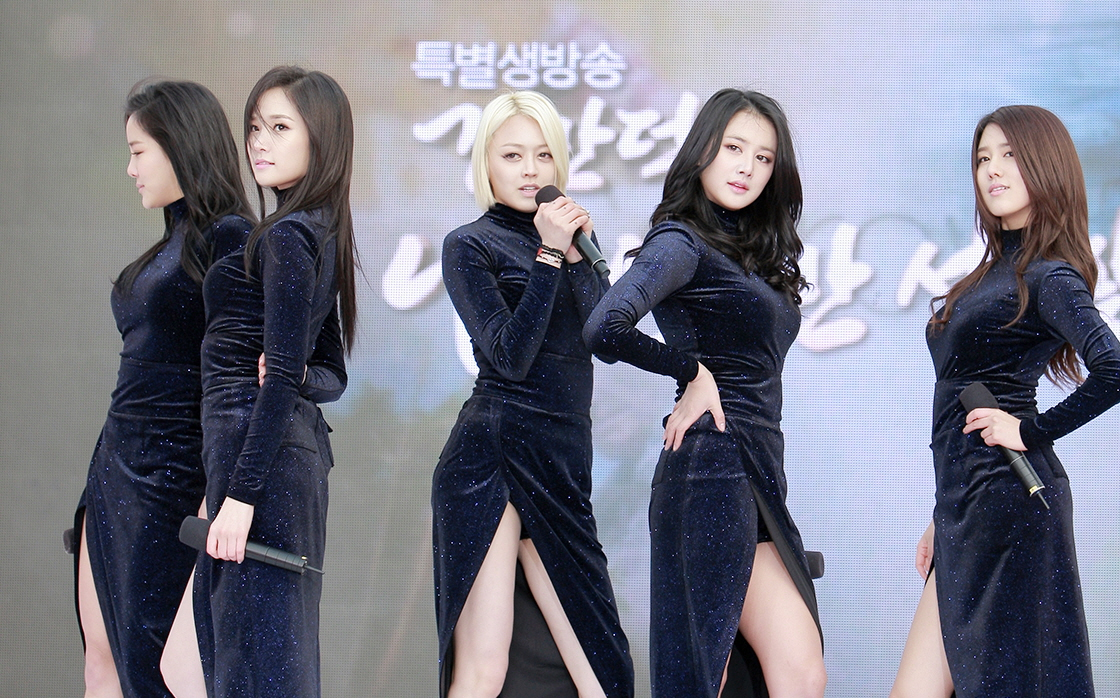
Spica performando no Seoul Square em 22 de dezembro de 2012.

Spica realizou seu primeiro retorno no dia 21 de novembro, com o lançamento de seu segundo extended play Lovely, promovendo uma faixa de mesmo nome. Elas novamente trabalharam com o grupo de produtores Sweetune, que também produziu Russian Roulette, seu extended play de estreia. As promoções se iniciaram em 23 de novembro no Music Bank e se enceraram em 7 de janeiro no Inkigayo. As integrantes Boah e Bohyung trabalharam como compositoras neste lançamento, escrevendo as letras das faixas That Night, With You e Since You're Out of My Life. O extended play alcançou posição oito na tabela semanal de álbuns Gaon Album Chart, vendendo mais de duas mil cópias.

### 2013–2014:You Don't Love Me, estreia nos Estados Unidos eGhost
No verão de 2013, Spica se tornou protagonista no reality show da OnStyle, Lee Hyori X Unnie, onde elas buscaram rebecer orientações musicais da cantora Lee Hyori. O reality show foi produzido após as promoções de Lee Hyori para o álbum Monochrome. Em 27 de agosto, Spica lançou um novo single digital, intitulado Tonight, acompanhado por um videoclipe produzido por Lee Hyori e seu marido. As letras do single foram escritas pela integrante Boah e Lee Hyori. Enquanto as letras originais foram escritas por Design Music. Em 30 de agosto, Spica realizou sua apresentação de retorno no programa Music Bank, fazendo Lee Hyori se emocionar ao assistir a apresentação. O grupo conseguiu entras nas dez primeiras colocações da Gaon Music Chart para a semana de 31 de agosto, chegando ao total de cem mil downloads. Em 26 de janeiro de 2014, Spica lançou um single digital intitulado You Do Not Love Me, descrito pelo Spica como uma canção visualmente influenciada pela música Soul dos anos 60. O single é uma continuação com as colaborações do grupo com Lee Hyori e sua equipe de produtores e compositores. O grupo lançou uma trilha sonora intitulada Witch's Diary, para o drama coreano Witch's Romance.

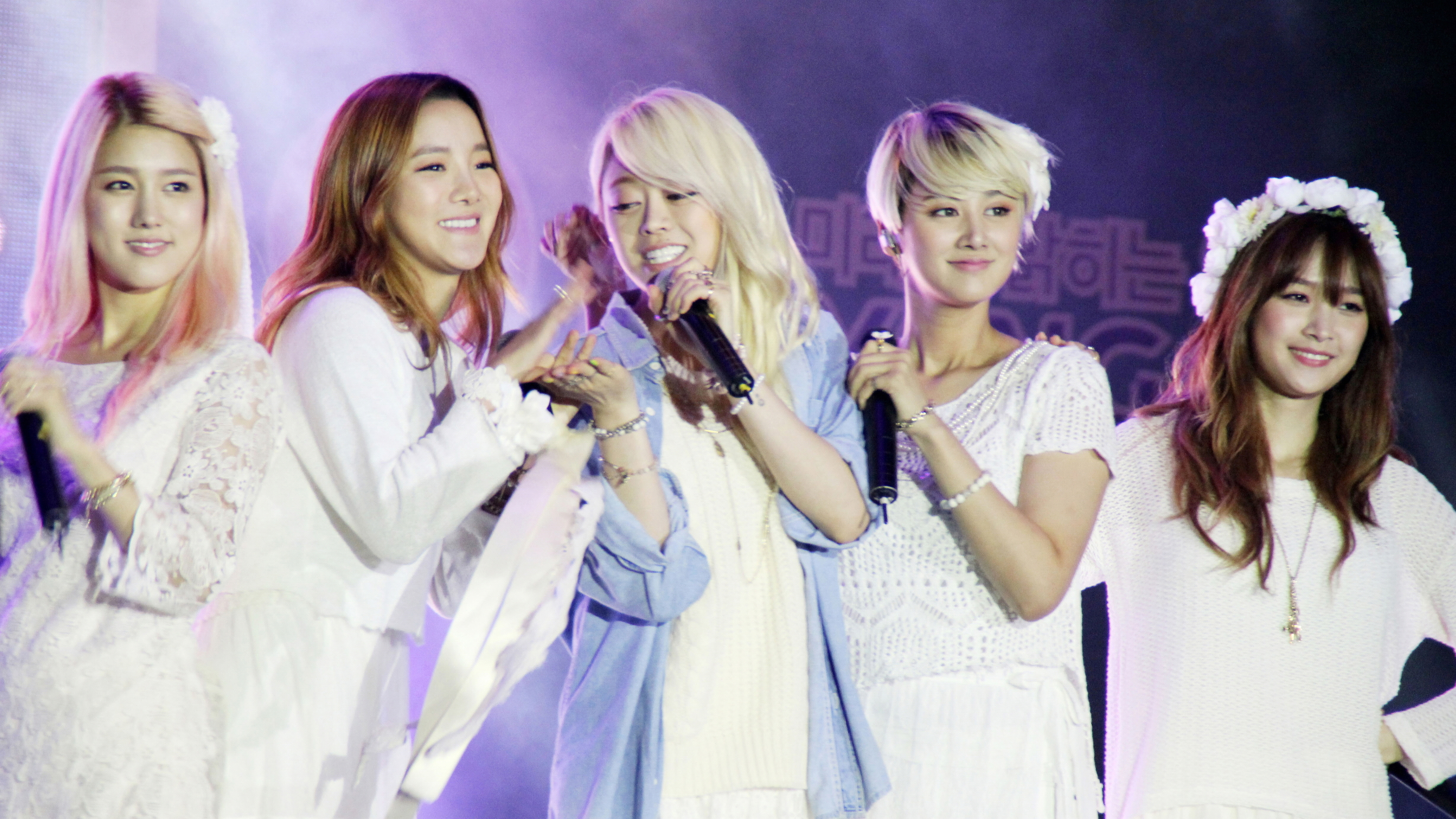
Spica se apresentando no Yangju Concert Festival em 29 de setembro de 2013.

Em 23 agosto, Spica se associou à Billboard para os preparativos de sua estreia nos Estados Unidos. O single I Did It foi produzida pelos produtores Oliver Goldstein, Cory Enemy e Daniel Merlot. O single, acompanhado pelo seu videoclipe, foram lançados em 27 de agosto, e o grupo realizou sua apresentação de estreia nos Estados Unidos no evento KCON de Los Angeles. Ryan Book, escritor do The Music Times publicou uma matéria exclusiva sobre o grupo e sua estreia americana. Em 25 de novembro, o grupo lançou o single digital Ghost, produzido por Sweetune. O videoclipe foi dirigido pelo diretor Lee Se-gang e apresentou cenas das integrantes do grupo durante a Semana da Moda Primavera & Verão 2014 no Dongdaemun Design Plaza.

### 2015–2017: Mudança de gravadora,Secret Time, primeiro showcase no Japão e fim do grupo
Em março de 2015, Spica lançou o single Because of You para ser usada no drama Super Daddy Yeon. Em dezembro de 2015, o Spica assinou um contrato exclusivo com a CJ E&M. No dia 25 de março, o grupo participou do KCON em Abu Dhabi ao lado de outros artistas. Em fevereiro de 2016, foi relatado que Spica lançaria um novo extended play em abril de 2016, mas o álbum estava atrasado.

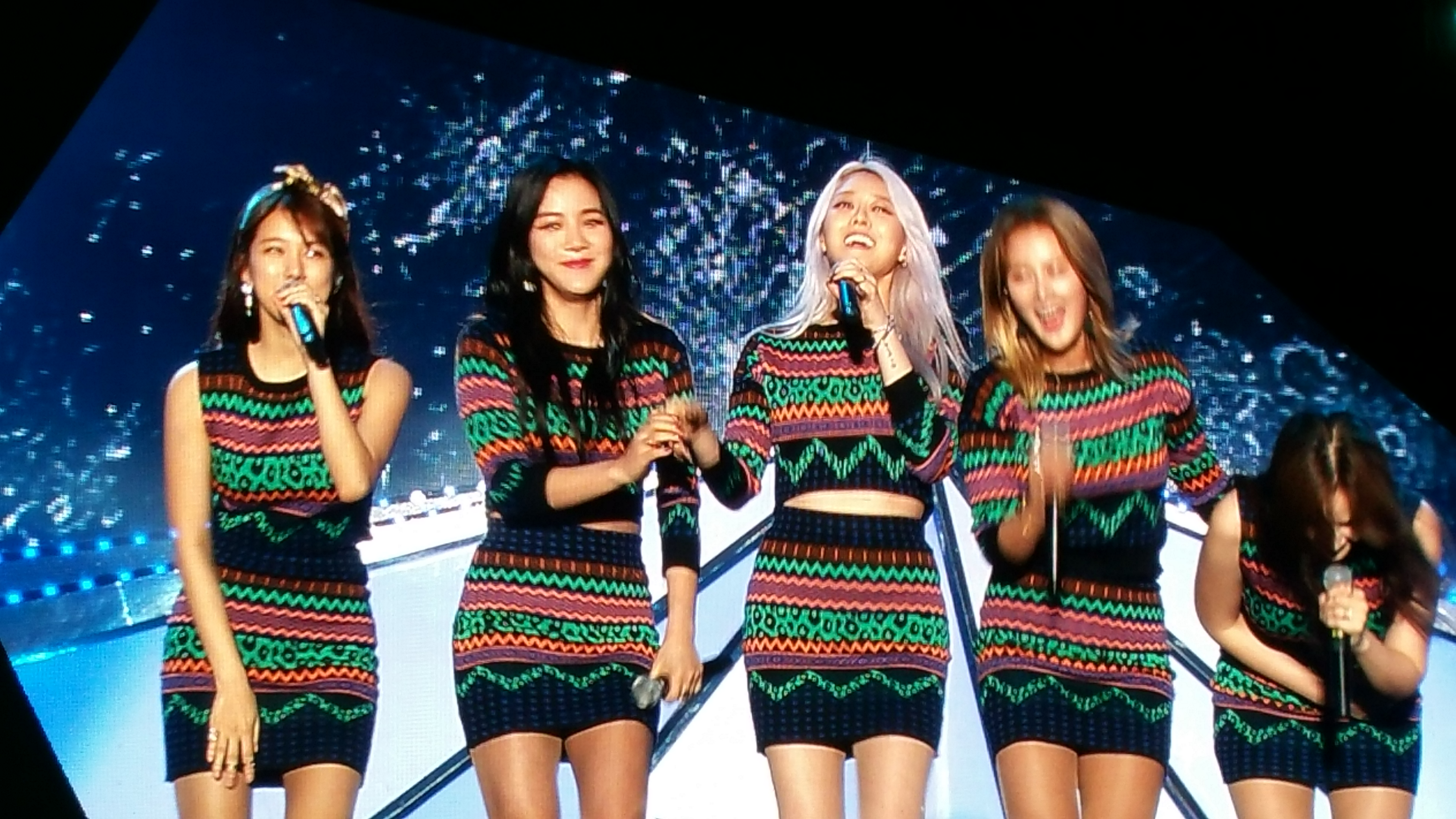
Spica performando no KCON Jeju 2015 em 7 de novembro de 2015.

A integrante Bohyung foi concorrente na competição Girl Spirit, exibido pela JTBC, que visa destacar as principais vocalistas de grupos femininos menos conhecidas. O primeiro episódio estreou em 19 de julho de 2016. Em 25 de agosto de 2016, Spica retornou ao cenário musical após dois anos de inatividade, com o lançamento do single digital Secret Time. Em 4 de dezembro, Spica realizou seu primeiro evento no Japão, ocorrido no Tokyo Astro Hall. O evento se tornou um sucesso e elas realizaram uma versão cover de The Flavor Of Live, lançado inicialmente pela cantora Utada Hikaru. Elas também apresentaram Give Your Love, single de estreia da unidade do grupo.
Em 6 de fevereiro de 2017, foi reportado que as integrantes não haviam renovado seu contrato com a CJ E&M, decidindo seguir caminhos separados cada uma.

## Integrantes
- Park Si-hyun (hangul: 박시현), nascida Park Ju-hyun (hangul: 박주현) em Busan, Coreia do Sul em 29 de novembro de 1986 (38 anos). Foi revelado em 16 de outubro de 2014 que ela mudaria legalmente seu nome para Park Si-hyun, e que ela usaria esse nome para suas futuras atividades.[33] Sihyun estrelou os videoclipes Let It Go de Heo Young Sang e Bad Girls dq cantora Lee Hyori.[34][35] Em 17 de setembro de 2012, foi confirmado que ela estava namorando com o cantor Jun Jin, integrante do grupo Shinhwa. A B2M Entertainment confirmou o rompimento do relacionamento dois meses depois.[36][37]
- Kim Bo-ah (hangul: 김보아), nascida em Seul, Coreia do Sul em 14 de janeiro de 1987 (38 anos). Antes de sua estreia oficial como integrante do Spica, Boah trabalhou como integrante do grupo de produtores Sweetune. fornecendo vocais de fundo e harmonização para vários artistas e grupos coreanos. Ela também foi treinadora vocal para Kara, Rainbow e Infinite como uma Sweetune. Em janeiro de 2014, Boah lançou uma versão cover de Say Something com Eric Nam. Ela colaborou com Mario para o lançamento do single Damaged.[21][38]
- Park Na-rae (hangul: 박나래), nascida em Seul, Coreia do Sul em 23 de fevereiro de 1988 (37 anos). Após terminar o ensino médio, ela estudou na Universidade Kyung Hee onde se formou no departamento de música moderna. Em 2009, Narae competiu no Superstar K onde ficou em oitavo lugar, entre os dez melhores. Os dez melhores concorrentes tiveram canções lançadas no álbum de estúdio Love, incluindo a canção de Narae, I Love You.[39] Em novembro dr 2013, ela colaborou com a dupla Mando & Chigi para o lançamento do single He Says, She Says.[40]
- Yang Ji-won (hangul: 양지원), nascida em Seul, Coreia do Sul em 5 de abril de 1988 (36 anos). Em 2007, Jiwon foi integrante de um grupo chamado Five Girls, formado pela Good Entertainment, que também incluída Uee (After School), Yubin (Wonder Girls), Hyosung (Secret) e G.NA. O grupo estrelou um reality show da MTV chamado Diary of Five Girls, porém nunca estreou devido aos problemas financeiros da empresa.[41] Ela então migrou para a MBK Entertainment e se tornou integrante do grupo T-ara em 2009. Antes de estrear, o grupo forneceu uma trilha sonora para o drama coreano Cinderella Man, chamada Good Person. No entanto, em 2010, Jiwon deixou o grupo por diferenças no estilo musical. Em 2011 meados, ela foi aceita na gravadora B2M Entertainment.[42] Antes de sua estreia oficial com o Spica, ela apareceu no fime coreano Death Bell. Em dezembro de 2011, ela estrelou o videoclipe I'll Be There de Boyfriend, e Yesterday, faixa do extended play Turn Me On, de Kim Kyu Jong.[43] Em 2013, ela colaborou com a dupla Baechigi para o lançamento do single Shower of Tears, ao lado da cantora Ailee. Por conflitos de cronograma, Jiwon foi impactada de participar das promoções do Spica para promover com o duo.[44]
- Kim Bo-hyung (hangul: 김보형) em Seul, Coreia do Sul em nascida em 31 de março de 1989 (35 anos). Quando ela tinha apenas dezenove anos de idade, esteve envolvida em um programa musical chamado Festival Chin Chin Chin. Ela se apresentou com a canção Such a Thing,[45] incluída no álbum de estúdio da Hwayobi, My All. Elogiada por sua capacidade vocal pelos jurados, ela foi premiada em primeiro lugar para o CMB Chin Chin Singing Competition. Em 2007, ela realizou uma adição bem sucedida para a JYP Entertainment, mas deixou a empresa meses depois por circunstâncias pessoais. Em 2008, ela se juntou a YG Entertainment e estava se preparando para estrear no grupo feminino 2NE1,[46] porém foi removida da formação por diferenças no estilo musical. Antes de deixar a empresa, o CEO da YG Entertainment, Yang Hyun-suk, escreveu uma carta de recomendações para a B2M Entertainment. Em 2013, Bohyung lançou um single solo, intitulado Crazy Girl, composto por Lee Hyori.[47]

## Subunidades

### Spica.S
Em setembro de 2014, a B2M Entertainment formou um subgrupo do Spica chamado Spica.S (Spica Special). A subunidade é composto por quatro membros: Sihyun, Narae, Jiwon e Bohyung. Em 11 de setembro de 2014, o subgrupo lançou seu single de estreia, intitulado Give Your Love, produzido por  Brave Brothers.

## Discografia

### Extended plays
- Russian Roulette (2012)
- Lonely (2012)

## Prêmios e indicações

### Mnet Asian Music Awards
| Ano  | Categoria              | Recipiente | Resultado |
| ---- | ---------------------- | ---------- | --------- |
| 2012 | Best New Female Artist | Spica      | Indicado  |